# Symmachia aurigera
Espèce
Symmachia aurigera est une espèce de papillons de la famille des Riodinidae et du genre Symmachia.

## Taxonomie
Symmachia aurigera a été décrit par Weeks en 1902 sous le nom  d’Acoris aurigera.

## Description
Symmachia aurigera est un papillon aux ailes anguleuses et à un bord costal très légèrement bossu, de couleur noire avec aux ailes antérieures une très large bande jaune d'or de l'angle externe au milieu du bord costal séparant l'aile en trois parties.
Le revers est semblable, noir avec les ailes antérieures largement barrées de jaune.

## Écologie et distribution
Symmachia aurigera est présent en Colombie.

### Protection
Pas de statut de protection particulier.